# لوکا ریچی (بازیکن فوتبال ایتالیایی)
لوکا ریچی (انگلیسی: Luca Ricci؛ زادهٔ ۱۳ مارس ۱۹۸۹) بازیکن فوتبال اهل ایتالیا است.
از باشگاه‌هایی که در آن بازی کرده‌است می‌توان به باشگاه فوتبال اسپتزیا، باشگاه فوتبال آسکولی، باشگاه فوتبال پیستویزه، باشگاه فوتبال چزنا، باشگاه فوتبال یو. اس. پرگولیتزه، و باشگاه فوتبال وارزه اشاره کرد.
وی همچنین در تیم ملی فوتبال زیر ۲۰ سال ایتالیا بازی کرده‌است.